# ميشيل فرناندو كوستا
ميشيل فرناندو كوستا (11 مارس 1981 ببيراسيكابا في البرازيل - 8 أكتوبر 2017) هو لاعب كرة قدم برازيلي في مركز الوسط. لعب مع سلافيا براغ ونادي فاسكو دا غاما ونادي غريميو بارويري وFK Baník Sokolov ‏ ونادي بريبرام.

## وصلات خارجية
- ميشيل فرناندو كوستا على موقع قاعدة بيانات كرة القدم.إي يو (الإنجليزية)